# Émetteur du Puig Neulós

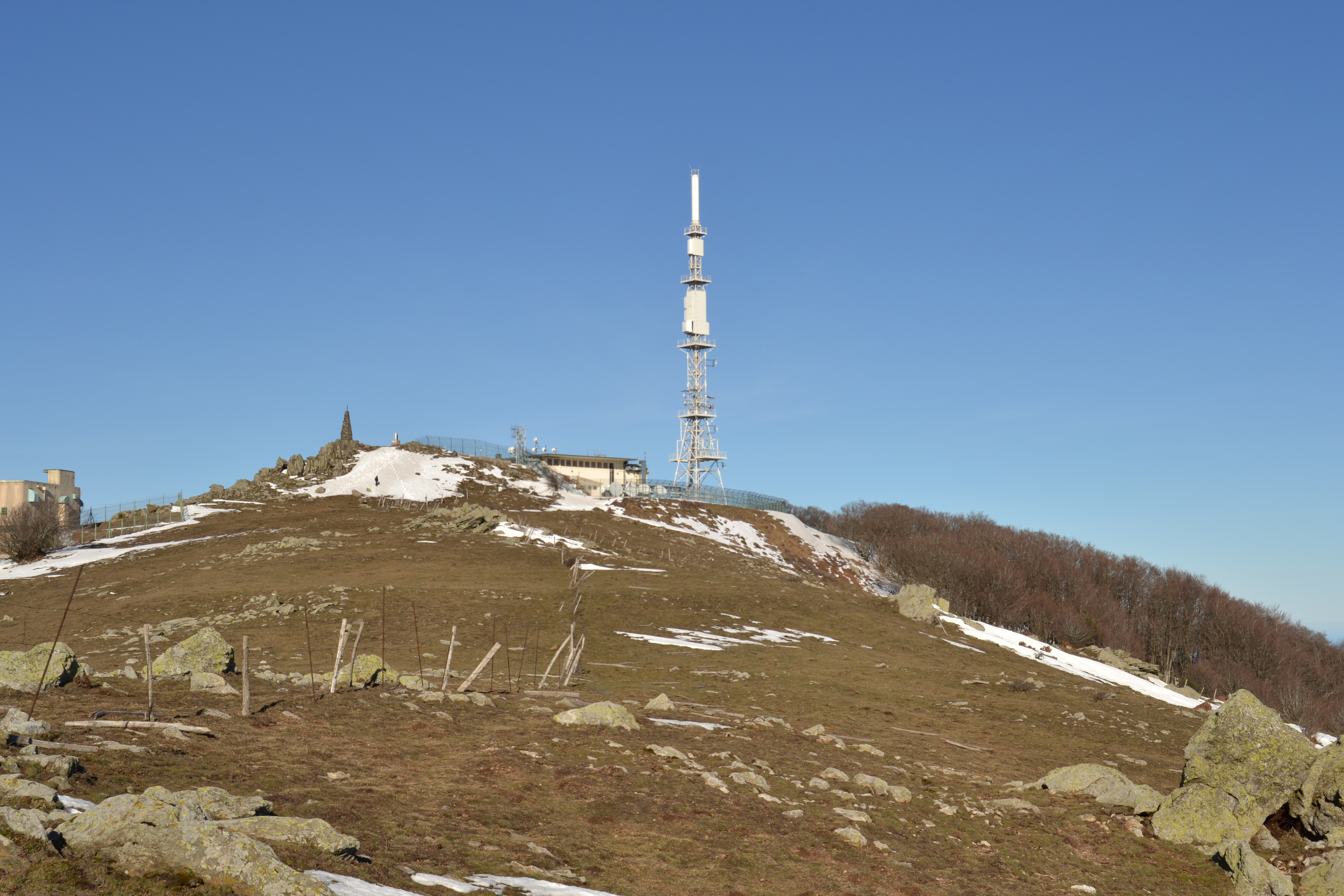
Pylône TDF du site de diffusion du Puig Neulós.

L'émetteur du Puig Neulós (ou pic Neulos, pic du Néoulous) est un site de diffusion situé dans le Massif des Albères, à la frontière franco-espagnole, sur le territoire des communes de Sorède et Laroque-des-Albères dans le département des Pyrénées-Orientales en Occitanie. Il se trouve à 10 km du village de L'Albère et à 45 km de Perpignan.

## Constitution
Ce site de diffusion est composé :
- d'un pylône autostable de 67 mètres de haut appartenant à TDF émettant 2 multiplex pour la TNT, ainsi que des ondes pour la téléphonie mobile, la communication maritime, des communications mobiles privées et des faisceaux hertziens.
- d'un pylône autostable de 32 mètres appartenant à Towercast diffusant 5 multiplex pour la TNT et 5 stations de radio en FM.
- d'un pylône autostable de 15 mètres appartenant à TDF servant pour la radiomessagerie et les transmissions d'Orange.

### Source
- Situation géographique du site sur cartoradio.fr (consulté le 27 avril 2017).

## Télévision

### Analogique
| Chaîne                | Canal | Puissance (PAR) |
| --------------------- | ----- | --------------- |
| TF1                   | 22H   | 12 kW           |
| France 2              | 25H   | 12 kW           |
| France 3 Pays Catalan | 28H   | 12 kW           |
| Canal+                | 7H    | 3 kW            |
| France 5 / Arte       | 38H   | 2 kW            |
| M6                    | 35H   | 2 kW            |

La diffusion de Canal+ en analogique s'est arrêtée le 13 octobre 2010. Celle des autres chaînes a pris fin le 29 novembre 2011

#### Source
- "Liste des anciens émetteurs de télévision français" (fichier PDF).

### Numérique
Les multiplex R2 et R9 sont diffusés depuis le pylône de TDF.
Les R1, R4, R6 et R7 le sont depuis le pylône de Towercast.
| Multiplex | LCN               | Chaînes                                                                       | Canal | Puissance (PAR) |
| --------- | ----------------- | ----------------------------------------------------------------------------- | ----- | --------------- |
| R1        | 2 3 4 16 33       | France 2 France 3 Pays Catalan France 4 France Info ViàOccitanie Pays Catalan | 34H   | 2 kW            |
| R2        | 12 13 14 17 18 19 | Gulli BFM TV CNews CStar T18 Novo 19                                          | 21H   | 2 kW            |
| R4        | 5 6 7 9 22 26     | France 5 M6 Arte W9 6ter Paris Première                                       | 28H   | 2 kW            |
| R6        | 1 8 10 11 15      | TF1 LCP TMC TFX LCI                                                           | 25H   | 2 kW            |
| R7        | 20 21 23 24 25    | TF1 Séries Films L'Équipe RMC Story RMC Découverte Chérie 25                  | 22H   | 2 kW            |
| R9        | 52                | France 2 UHD                                                                  | 44H   | 2 kW            |

#### Source
- Emetteurs TNT dans les Pyrénées-Orientales sur le forum de tvnt.net (consulté le 27 avril 2017).

## Radio FM
Parmi les 6 radios diffusées, 5 sont publiques. Parmi elles, la station locale du Roussillon et la radio privée historique du Sud de la France.
| Fréquence | Station                | Puissance (PAR) | Code RDS (PS) | Pylône    |
| --------- | ---------------------- | --------------- | ------------- | --------- |
| 92.1      | France Inter           | 10 kW           | __INTER_      | Towercast |
| 97.2      | France Musique         | 10 kW           | MUSIQUE_      | Towercast |
| 99.8      | France Culture         | 10 kW           | _CULTURE      | Towercast |
| 101.6     | France Bleu Roussillon | 10 kW           | BLEUROUS      | Towercast |
| 103.2     | Sud Radio              | 10 kW           | SUDRADIO      | Towercast |
| 105.1     | France Info            | 10 kW           | __INFO__      | Towercast |

Les émetteurs FM du Puig Neulós couvrent les Pyrénées-Orientales mais aussi le littoral de l'Aude dont Narbonne.

### Sources
- Les radios de Perpignan sur annuaireradio.fr (consulté le 27 avril 2017).
- Les radios de Narbonne sur annuaireradio.fr (consulté le 27 avril 2017).
- Mixture.fr (rentrer "L'Albère" dans "Liste des radios FM/DAB+ actuelles") (consulté le 27 avril 2017).

## Téléphonie mobile
| Opérateur        | 2G  | 3G  | 4G  | FH  |
| ---------------- | --- | --- | --- | --- |
| SFR              | Oui | Oui | Oui | Oui |
| Bouygues Telecom | Oui | Oui | Oui | Oui |

### Source
- Situation géographique du site sur cartoradio.fr (consulté le 27 avril 2017).

## Autres transmissions

### Sur le pylône deTDF(haut de 67 mètres)
- Cerema[2] : COM MAR
- TDF : Faisceau hertzien
- communications mobiles privées

### Sur le pylône deTowercast
- Towercast : Faisceau hertzien

### Sur le pylône deTDF(haut de 15 mètres)
- E*Message[3] (opérateur de radiomessagerie) : RMU-POCSAG
- Orange : Faisceau hertzien

### Source
- Situation géographique du site sur cartoradio.fr (consulté le 27 avril 2017).

## Autres photos
- Sur tvignaud (consulté le 27 avril 2017).
- Sur annuaireradio (consulté le 27 avril 2017).